# Битва за Бір-Хакейм
Битва за Бір-Хакейм (фр. Bataille de Bir Hakeim) — бойові дії між військами Вільної Франції, що входили до складу 8-ї британської армії та італо-німецьким угрупованням танкової армії «Африка» генерал-полковника Е. Роммеля в ході кампанії в Лівійській пустелі поблизу лівійської оази Бір-Хакейм.
Битва за опанування залишеним османським фортом часів Османської імперії, що знаходився у віддаленій оазі, велася між моторизованими підрозділами італійських та німецьких військ і 1-ю французькою Вільною піхотною дивізією генерала Кеніга в контексті битви за Газалу.